# 人和街道 (周口市)
人和街道，是中华人民共和国河南省周口市川汇区下辖的一个乡镇级行政单位。

## 行政区划
人和街道下辖以下地区：
三义社区、德化社区、复兴社区、太平社区、文昌社区、韩庄社区、史滩社区、庆丰社区和新民社区。